# Люк, Алан
Алан Фрэнсис Люк (англ. Alan Francis Luke; род. 17 июня 1959 года в Амершеме, графство Бакингемшир) — британский конькобежец, специализирующийся в конькобежном спорте и шорт-треке. Участник Олимпийских игр 1980 года. Чемпион мира и бронзовый призёр по шорт-треку в 1978 году.

## Биография
Алан участвовал в 18 лет на чемпионате мира в Солихалле в соревнованиях по шорт-треку и сначала занял 3-е место на дистанции 1500 метров, а затем выиграл в эстафете золотую медаль. С 1979 года он полностью переключился на длинные дорожки в конькобежном спорте. В 1980 году Алан в составе национальной сборной участвовал на Олимпийских играх в Лейк-Плэсиде, где занял только 34-е место на 1500 метров, а на 5000 метров стал 26-м.
В январе 1981 года он принял участие на чемпионате Европы в Девентере, где занял 29 место в многоборье из 30-ти. В феврале на мировом первенстве по классическому многоборью в Осло Алан занял 33-е место в общем зачёте. В 1982 году он выступал на разных турнирах, но больших успехов не добивался и завершил карьеру конькобежца. В 90-х годах работал главным тренером в национальной сборной по конькобежному спорту.